# Muskeljudentum

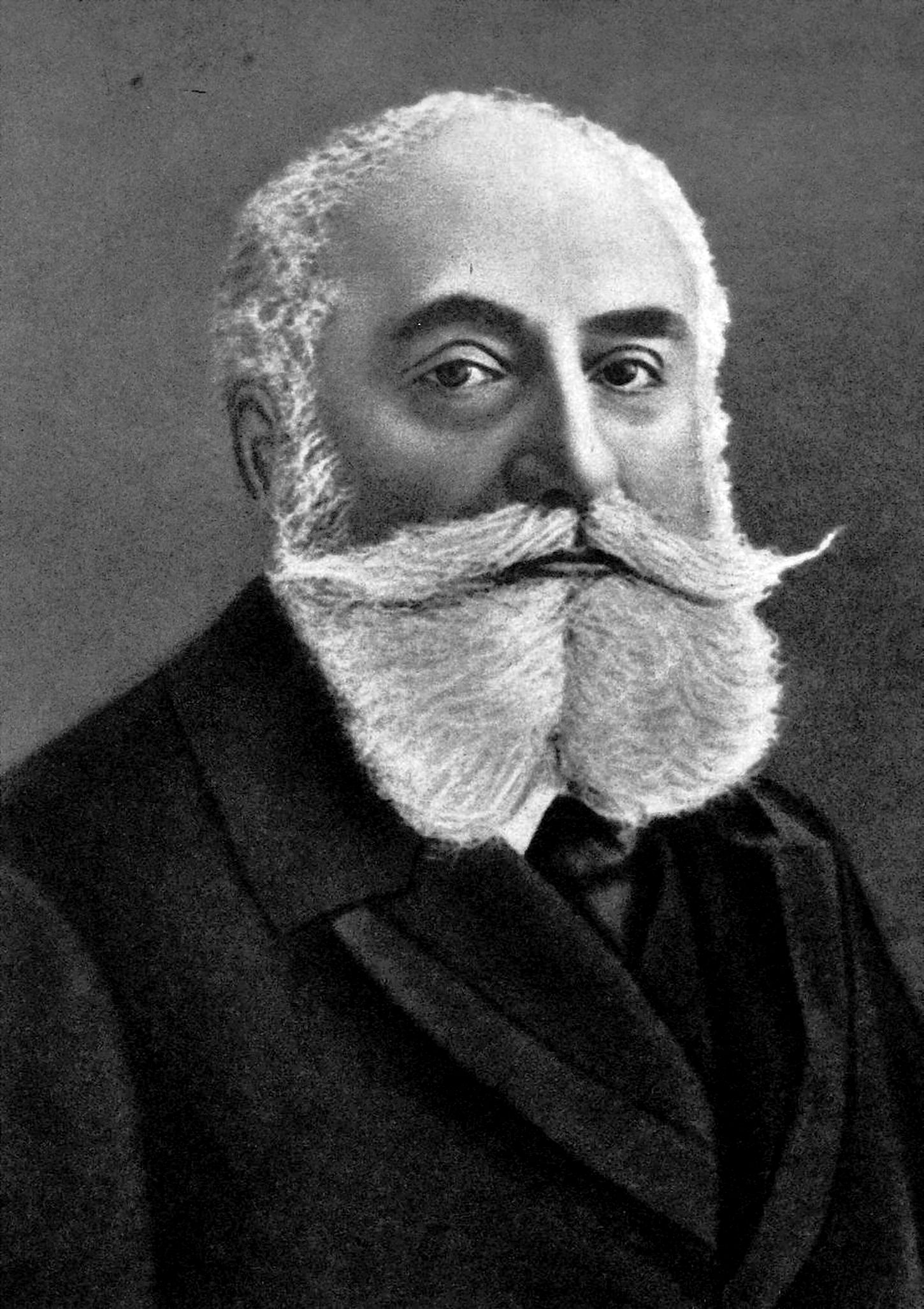
Max Nordau

Con il termine tedesco Muskeljudentum, traducibile in italiano giudaismo muscolare o ebraismo muscolare, si indica il concetto elaborato dal sociologo sionista Max Nordau per ribaltare lo stereotipo dell'ebreo come inadatto alle attività fisiche e sportive.

## Storia
(Max Nordau)
Uno dei pregiudizi più diffusi e cavalcato dalla propaganda antisemita della fine del XIX secolo era l'idea che gli ebrei fossero inadatti all'attività fisica e sportiva. Durante il primo congresso sionista organizzato da Theodor Herzl e David Farbstein, tenutosi nell'agosto 1897 a Basilea, Svizzera, il sociologo Max Nordau introdusse alla platea il concetto da lui elaborato del Muskeljudentum, traducibile in italiano giudaismo muscolare o ebraismo muscolare, nel quale, facendo riferimento a figure storiche come Simon Bar Kokheba, gli Asmonei ed i Maccabei, si evidenziava l'esigenza di ribaltare questo pregiudizio spingendo le genti ebraiche a dedicarsi attivamente all'attività sportiva, rifacendosi in qualche modo alla locuzione latina Mens sana in corpore sano di Giovenale. L'ideale di Nordau era di dare origine ad atleti ebrei che sul piano della potenza fisica e della resistenza alla fatica nulla avessero da invidiare agli popoli. 
Nordau affermò che:
L'idea del rinnovamento dell'uomo attraverso una rigenerazione morale e fisica era un concetto già fortemente presente nell'Europa di fine XIX secolo.

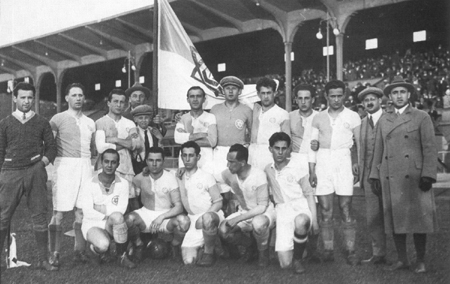
La squadra di calcio dell'Hakoah Vienna del 1925

Questo concetto ebbe presa sui leader sionisti che benché esistessero già società che accettassero tra i propri soci ebrei come il First Vienna ed il Vienna Cricketer, fondate entrambe nel 1894, o l'Austria Vienna, nata nel 1911, diedero vita nell'area mitteleuropea club prettamente ebraici. In effetti già esistevano associazioni sportive prettamente ebraiche attive dalla fine XIX secolo, in paesi come l'Impero Ottomano ed a Berlino, ma solo con il progetto politico sportivo di Nordau raggiunse il successo a livello continentale.
In Italia, benché il concetto di giudaismo muscolare non portò alla formazione di società sportive prettamente ebraiche ma nel 1903, la rivista "L'idea sionista", edito a Modena, riportava un articolo di Nordau intitolato «Educazione fisica degli ebrei», nel quale erano riassunti i punti salienti che descrivevano dell'importanza dello sport per gli ebrei. Fece seguito nel 1905 un contributo di Edgardo Morpurgo intitolato "Per l'educazione fisica degli ebrei in Italia", nel quale venivano analizzate le malattie che più avrebbero colpito gli ebrei, confrontandole con quelle degli italiani. Da questa analisi prettamente empirica sarebbe emerso che gli ebrei erano maggiormente colpiti da malattie del sistema nervoso, che secondo l'autore erano dovute alla mancanza di educazione fisica, e da queste conclusioni promuoveva la necessità di incentivare l'attività sportiva e fisica tra gli ebrei italiani.
Una delle prime società, ed una di quelle di maggior successo fu lo Sport Club Hakoah Wien, fondato nel 1909, che utilizzava i colori sionisti bianco e azzurro ed aveva come stemma la stella di David, che si aggiudicò nella stagione 1924-1925 il campionato austriaco di calcio. Degli anni immediatamente precedenti alla Grande Guerra si possono ricordare anche l'Urheiluseura Makkabi, fondato nel 1906 come Stjärnan, e l'unica società ebraica esistente ad aver operato continuamente dalla fondazione.
Negli anni immediatamente successivi alla prima guerra mondiale in tutta la Mitteleuropa, e non solo, vennero fondate associazioni sportive ebraiche come il Maccabi Brno, una delle prime squadre ad introdurre il professionismo nel calcio continentale ed una delle prime ad aprirsi anche ai gentili, ed il New York Hakoah, diretta emanazione della squadra viennese. Nel 1921 venne fondata la Maccabi World Union, che contribuì a ricostruire i legami e la maggior parte delle associazioni nate dall'ideale del Muskeljudentum che videro la propria fine con l'avvento del nazismo in Germania e la conseguente seconda guerra mondiale.